# A27 (motorväg, Italien)
A27 är en motorväg i Italien som går mellan Venedig och Belluno.